# Heilig Hartbeeld (Sibbe)

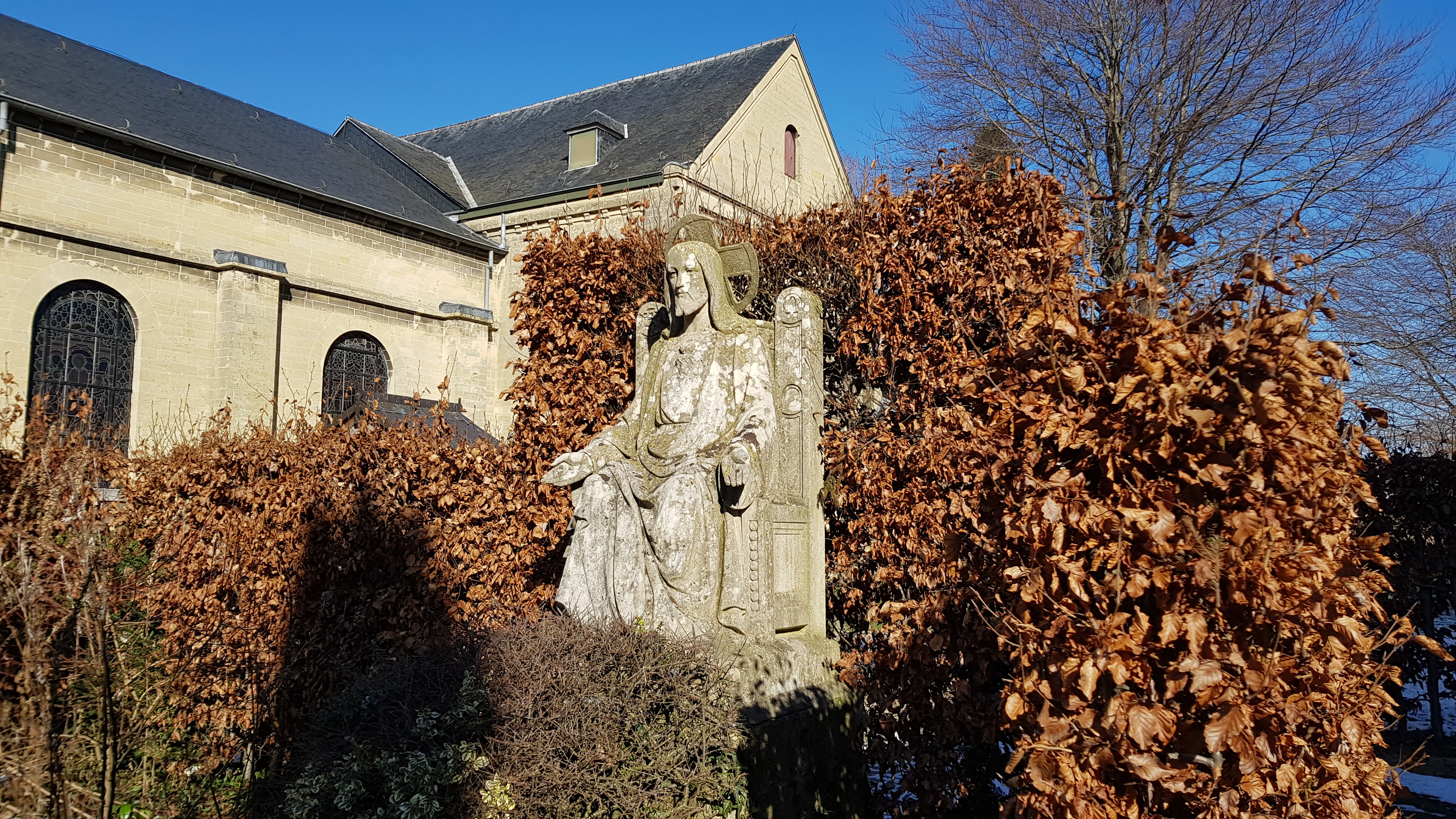
Het Heilig Hartbeeld

Het Heilig Hartbeeld is een standbeeld in de Nederlandse plaats Sibbe, in de provincie Limburg.

## Achtergrond
Het Heilig Hartbeeld werd gemaakt in een Eindhovens atelier. Het werd geplaatst aan de achterzijde van de Sint-Rozakerk en op maandag 15 augustus 1927 ingewijd.

## Beschrijving
Het beeld toont Christus als Koning van het heelal, zittend op een troon. Het is daarmee een van de weinige in die vorm in Nederland. Christus draagt achter zijn hoofd een kruisnimbus, op zijn borst is het Heilig Hart zichtbaar. Hij houdt zijn armen langs het lichaam en toont in de handpalmen de stigmata. In de rugleuning zijn de Alfa en Omega aangebracht. Het beeld staat op een eenvoudige sokkel.